# شریکرس (تگزاس)
شریکرس، تگزاس(به انگلیسی: Shoreacres, Texas) شهری در ایالت تگزاس از ایالات جنوبی ایالات متحده آمریکا است. در سرشماری سال ۲۰۰۰، جمعیت این شهر ۱۴۸۸ نفر اعلام شد.